# 矢島杉造

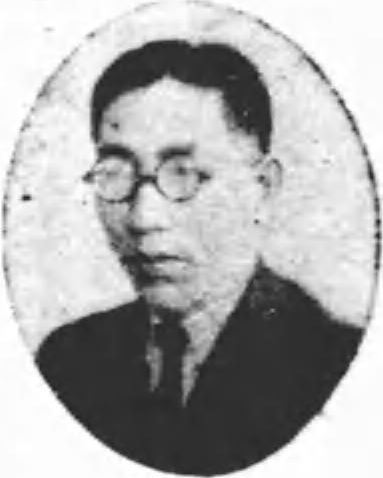
矢島杉造

矢島 杉造（やじま すぎぞう、1889年（明治22年）5月29日 - 1948年（昭和23年）5月9日）は、朝鮮総督府官僚。

## 経歴
新潟県長岡市出身。1913年（大正2年）に高等文官試験に合格し、翌年に東京帝国大学法科大学政治科を卒業した。朝鮮総督府試補、内務部第二課長、内務局社会課長、地方課長、京畿道内務部長、全羅南道知事を歴任。1935年（昭和10年）には農林局長に就任した。
1937年（昭和12年）に退官した後は、朝鮮林業開発株式会社社長となった。1939年（昭和14年）に退任した後は、朝鮮米穀市場株式会社社長を務めた。
1948年（昭和23年）5月9日、東京都練馬区にて死去。
宗教は真言宗、趣味はゴルフ。

## 家族
- 父・矢島専造 ‐ 矢島組（1908年創業、石油採掘原油販売、長岡市）代表[3]。庄屋の子として生まれ、長岡の質屋「糸専」の養子となるも、養父没後質屋をやめ、山師として新潟や秋田で鉱山開発に携わり、油田採掘に成功し財を成した。[4][5][6]
- 兄・矢島富造 (1883-) ‐ 専造の長男。新潟県多額納税者、住友合資会社東京支店長。東京商業高等学校卒業後、住友に入り、北海道電燈、住友電線、九州送電、山東鉱業、留萌鉄道、大日本鉱業、日本電気、北樺太鉱業、東洋窒素肥料、汐留駅運送、南米土地、藤倉電線、扶桑海上火災保険などの役員も務めた。岳父に高橋豊夫（東大数学科卒業生第一号、広島高等師範学校教授）、豊夫の妹の夫に志賀直温。富造の相婿に本渓湖洋灰（大倉財閥系）社長の梶山又吉、朝鮮総督府道理事官の大塚末松、東樺林業社長の二宮純一。[7][8][9]
- 兄・矢島吉造(1886-) ‐ 専造の二男。奥羽石油代表取締役。石油関連書の著書あり。[10]
- 妻・タケヨ (1899-) ‐ 良寛研究者・西郡久吾の長女。[6][11]
- 伯父・大橋一蔵（1848－1889） ‐ 専造の兄[5]。教育者、開拓者。 新潟県南蒲原郡の郷士。新発田藩の支藩・沢海藩の代官・大橋彦造の長男。萩の乱に連座し自首、禁固刑となるが恩赦にて帰郷し、弥彦村に明訓校を創立。1886年北海道開拓を志し、北越殖民社を創始し江別に入植。1889年日本帝国憲法発布の祝賀のため皇居前和田蔵門にいた際に、花電車に轢かれそうになった老女を救い、自らは重症を負って死す。[12][13]